# Gare de Zviahel I
La gare de Zviahel I (ukrainien : Звягель I) est une gare ferroviaire située dans l'oblast de Vinnytsia en Ukraine.

## Histoire
Elle fut ouverte en 1916.